# Wereldkampioenschappen skeleton 2015
De wereldkampioenschappen skeleton 2015 (officieel: BMW FIBT Bob & Skeleton World Championships 2015) werden gehouden van 1 tot en met 7 maart 2015 op de Bobbahn Winterberg in Winterberg, Duitsland. Er staan drie onderdelen op het programma. Tegelijkertijd werden de wereldkampioenschappen bobsleeën afgewerkt.
De wereldkampioenschappen bobsleeën & skeleton trok ongeveer 20.000 toeschouwers.

## Wedstrijdschema
| Onderdeel         | 1 maart   | 5 maart    | 6 maart    | 7 maart    |
| ----------------- | --------- | ---------- | ---------- | ---------- |
| Mannen            |           |            | run 1 en 2 | run 3 en 4 |
| Vrouwen           |           | run 1 en 2 | run 3 en 4 |            |
| Landenwedstrijd * | Alle runs |            |            |            |

* In de landenwedstrijd worden per team twee (2-mans)bobslee- en twee skeleton-runs gedaald.

## Medailles
| Onderdeel | Goud | Goud                                                                                        | Zilver | Zilver | Brons | Brons |
| --------- | ---- | ------------------------------------------------------------------------------------------- | ------ | --- | ----- | --- |
| Mannen    | LAT  | Martins Dukurs                                                                              | RUS    | Aleksandr Tretjakov                                                                                       | LAT   | Tomass Dukurs                                                                                             |
| Vrouwen   | GBR  | Elizabeth Yarnold                                                                           | GER    | Jacqueline Lölling                                                                                        | CAN   | Elisabeth Vathje                                                                                          |
| Team      | GER  | Axel Jungk Cathleen Martini Lisette Thöne Tina Hermann Francesco Friedrich Martin Grothkopp | GER    | Christopher Grotheer Anja Schneiderheinze Franziska Bertels Anja Selbach Johannes Lochner Gregor Bermbach | RUS   | Aleksandr Tretjakov Aleksandra Rodionova Nadezjda Palejeva Maria Orlova Aleksandr Kasjanov Ilvir Tsjoesin |

### Medaillespiegel
| Plaats | Land                | Goud | Zilver | Brons | Totaal |
| 1      | Duitsland           | 1    | 2      | 0     | 3      |
| 2      | Letland             | 1    | 0      | 1     | 2      |
| 3      | Verenigd Koninkrijk | 1    | 0      | 0     | 1      |
| 4      | Rusland             | 0    | 1      | 1     | 2      |
| 5      | Canada              | 0    | 0      | 1     | 1      |
| Totaal | Totaal              | 3    | 3      | 3     | 9      |

## Uitslagen
| #                             | Naam                  | Land   | Tijd        |
| 4 runs                        | 4 runs                | 4 runs | 4 runs      |
| ----------------------------- | --------------------- | ------ | ----------- |
| Goud                          | Martins Dukurs        | LAT    | 3.43,23 min |
| Zilver                        | Aleksandr Tretjakov   | RUS    | + 0,69 s    |
| Brons                         | Tomass Dukurs         | RUS    | + 1,52 s    |
| 4                             | Nikita Tregoebov      | RUS    | + 2,16 s    |
| 5                             | Christopher Grotheer  | GER    | + 2,30 s    |
| 6                             | Axel Jungk            | GER    | + 2,40 s    |
| 7                             | Dominic Parsons       | GBR    | + 2,76 s    |
| 8                             | Yun Sung-bin          | KOR    | + 2,86 s    |
| 9                             | Kilian von Schleinitz | GER    | + 3,08 s    |
| 10                            | Sergej Tsjoedinov     | RUS    | + 3,27 s    |
| 11                            | Dave Greszczyszyn     | CAN    | + 3,38 s    |
| 12                            | Matthew Antoine       | USA    | + 3,66 s    |
| 13                            | Pavel Koelikov        | RUS    | + 4,00 s    |
| 14                            | Hiroatsu Takahashi    | JPN    | + 4,15 s    |
| 15                            | Kyle Tress            | USA    | + 4,22 s    |
| 16                            | Martin Rosenberger    | GER    | + 4,34 s    |
| 17                            | Marco Rohrer          | SUI    | + 4,81 s    |
| 18                            | Raphael Maier         | AUT    | + 4,99 s    |
| 19                            | Matthias Guggenberger | AUT    | + 5,15 s    |
| 20                            | Barrett Martineau     | CAN    | + 5,49 s    |
| Niet geplaatst voor de 4e run |                       |        |             |
| 21                            | Mattia Gaspari        | ITA    |             |
| 22                            | David Swift           | GBR    |             |
| 23                            | Evan Neufeldt         | CAN    |             |
| 24                            | Lee Han-sin           | KOR    |             |
| 25                            | Ronald Auderset       | SUI    |             |
| 26                            | Joseph Cecchini       | ITA    |             |
| 27                            | John Farrow           | AUS    |             |
| 28                            | Nicholas Timmings     | AUS    |             |
| 29                            | Dorin Dumitru Velicu  | ROU    |             |
| 30                            | Ander Mirambell       | ESP    |             |
| 31                            | Rhys Thornbury        | NZL    |             |
| 32                            | Marin Bangiew         | BUL    |             |
| 33                            | Gustavo Henke         | BRA    |             |
| DNS                           | Ed Smith              | GBR    |             |

| #                             | Naam                  | Land   | Tijd        |
| 4 runs                        | 4 runs                | 4 runs | 4 runs      |
| ----------------------------- | --------------------- | ------ | ----------- |
| Goud                          | Elizabeth Yarnold     | GBR    | 3:49,95 min |
| Zilver                        | Jacqueline Lölling    | GER    | + 0,67 s    |
| Brons                         | Elisabeth Vathje      | CAN    | + 0,79 s    |
| 4                             | Jane Channell         | CAN    | + 0,85 s    |
| 5                             | Tina Hermann          | GER    | + 0,89 s    |
| 6                             | Janine Flock          | AUT    | + 1,55 s    |
| 7                             | Laura Deas            | GBR    | + 1,58 s    |
| 8                             | Marina Gilardoni      | SUI    | + 1,73 s    |
| 9                             | Rose McGrandle        | GBR    | + 1,7 s     |
| 10                            | Lanette Prediger      | CAN    | + 1,99 s    |
| 11                            | Maria Orlova          | RUS    | + 2,17 s    |
| 12                            | Sophia Griebel        | GER    | + 2,30 s    |
| 13                            | Lelde Priedulēna      | LAT    | + 2,68 s    |
| 14                            | Anja Selbach          | GER    | + 2,74 s    |
| 15                            | Joska Le Conté        | NED    | + 3,41 s    |
| 16                            | Jaclyn Narracott      | AUS    | + 3,59 s    |
| 17                            | Micaela Widmer        | SUI    | + 3,72 s    |
| 18                            | Anne O’Shea           | USA    | + 4,03 s    |
| 19                            | Kim Meylemans         | BEL    | + 4,13 s    |
| 20                            | Maria Marinela Mazilu | ROU    | + 4,41 s    |
| Niet geplaatst voor de 4e run |                       |        |             |
| 21                            | Megan Henry           | USA    |             |
| 22                            | Joelia Kanakina       | RUS    |             |
| 23                            | María Montejano       | ESP    |             |
| 24                            | Takako Ōmukai         | JPN    |             |
| 25                            | Katie Tannenbaum      | ISV    |             |
| 26                            | Camilla Bryer         | BUL    |             |
| 27                            | Sara Lavrenčić        | SLO    |             |
| 28                            | Marta Orłowska        | POL    |             |
| DNF                           | Jelena Nikitina       | RUS    |             |

### Landenwedstrijd
| #      | Land   | Naam | Tijd        |
| 4 runs | 4 runs | 4 runs | 4 runs      |
| ------ | ------ | --- | ----------- |
| Goud   | GER I  | Axel Jungk Cathleen Martini & Lisette Thöne Tina Hermann Francesco Friedrich & Martin Grothkopp                            | 3.48,83 min |
| Zilver | GER II | Christopher Grotheer Anja Schneiderheinze & Franziska Bertels Anja Selbach Johannes Lochner & Gregor Bermbach              | + 0,44 s    |
| Brons  | RUS I  | Aleksandr Tretjakov Alexandra Rodionova & Nadeschda Palejeva Maria Orlova Alexander Kasjanow & Ilwir Chusin                | + 0,53 s    |
| 4      | CAN    | Dave Greszczyszyn Kaillie Humphries & Kate O’Brien Elisabeth Vathje Justin Kripps & Alexander Kopacz                       | + 1,10 s    |
| 5      | USA I  | Matthew Antoine Elana Meyers Taylor & Cherrelle Garrett Anne O’Shea Steven Holcomb & Adrian Adams                          | + 1,53 s    |
| 6      | AUT    | Matthias Guggenberger Christina Hengster & Sanne Dekker Janine Flock Benjamin Maier & Christian Smetana                    | + 1,79 s    |
| 7      | USA II | Kyle Tress Jamie Greubel Poser & Lauren Gibbs Megan Henry Nick Cunningham & James Reed                                     | + 2,27 s    |
| 8      | GBR    | Dominic Parsons Victoria Olaoye & Lucy Onyeforo Laura Deas Lamin Deen & Simeon Williamson                                  | + 2,61 s    |
| 9      | ROU    | Dorin Dumitru Velicu Maria Adela Constantin & Andreea Grecu Maria Marinela Mazilu Dorin Alexandru Grigore & Florin Craciun | + 3,25 s    |
| 10     | RUS II | Sergej Tsjoedinov Nadeschda Sergejeva & Julia Schokschujeva Joelia Kanakina Alexei Stulnev & Vasili Kondratenko            | + 4,60 s    |

Eerst ging de skeletonner van start, dan de tweevrouwsbob, vervolgens de skeletonster en tot slot de tweemansbob.